# Eneopteroides
Eneopteroides är ett släkte av insekter. Eneopteroides ingår i familjen syrsor.
Kladogram enligt Catalogue of Life:
| Eneopteroides | \| \| Eneopteroides bicolor \| \| \| \| \| \| Eneopteroides cordobensis \| \| \| \| \| \| Eneopteroides flavifrons \| \| \| \| \| \| Eneopteroides loretensis \| \| \| \| |
|               | \| \| Eneopteroides bicolor \| \| \| \| \| \| Eneopteroides cordobensis \| \| \| \| \| \| Eneopteroides flavifrons \| \| \| \| \| \| Eneopteroides loretensis \| \| \| \| |
|               | Eneopteroides bicolor |
|               | |
|               | Eneopteroides cordobensis |
|               | |
|               | Eneopteroides flavifrons |
|               | |
|               | Eneopteroides loretensis |
|               | |